# Индустријска зона (Бари)
Индустријска зона (итал. Zona Industriale) је насеље у Италији у округу Бари, региону Апулија.
Према процени из 2011. у насељу је живело 65 становника. Насеље се налази на надморској висини од 87 м.